# Christa Rakich
Christa Rakich (Connecticut, 1950) is een Amerikaans organist en muziekpedagoog.

## Levensloop
Rakich behaalde haar Bachelor diploma aan het Oberlin College voor orgel en voor Duits. Na haar studies in de Verenigde Staten, kon Rakich met een Fullbrightbeurs naar Wenen trekken waar ze twee jaar lessen volgde bij Anton Heiller. Ze nam toen deel aan een paar internationale wedstrijden, onder meer aan de internationale orgelwedstrijd in Brugge, in het kader van het Musica Antiqua Festival en behaalde er de Tweede prijs. 
Bij haar terugkeer in de VS behaalde ze haar masterdiploma in het New England Conservatorium in Boston, waar ze als lerares werd aangeworven. Na enkele jaren vertrok ze naar Westminster Choir College, Princeton, New Jersey, naar de Universiteit van Connecticut, als assistent organist in Harvard University en als Artist-in-Residence in de Universiteit van Pennsylvania. Ze kwam toen terug naar New England Conservatorium en werd er hoofd van het orgeldepartement. Ze werd tevens Artist-in-Residence in St. Paul's Episcopal Church in Brookline MA, en leidt het muziekprogramma in de St. Mark the Evangelist Church in West Hartford, CT. 
Ze is actief in de American Guild of Organists, and was decaan van de Northeast Connecticut Chapter. Ze trad ook vaak op als jurylid bij regionale en nationale wedstrijden. Ze was lid van het Nationaal Comité voor improvisatie op het orgel. 
Rakich is vooral bekend voor haar vertolkingen van werk van Johann Sebastian Bach. Van 2003 tot 2005 gaf ze, samen met klavecinist Peter Sykes, 34 concerten, telkens op een Dinsdag (genaamd Tuesdays with Sebastian) waarbij het ganse oeuvre van Bach voor klavierinstrumenten aan bod kwam. Ze is stichtend lid van het Ensemble Duemila en vertolkt graag op het orgel samen met The Fanfare Consort. 
Als soliste heeft ze concerten gespeeld in de Verenigde Staten en Europa.

## Discografie
- J.S. Bach’s Clavierübung III (Titanic label)
- Deferred Voices: Organ Music by Women Composers (AFKA Records)
- Transcriptions from St. Justin’s (AFKA Records)
- Christa Rakich in Recital at St. Mark’s Cathedral (ReZound label)
- Historic Organs of Connecticut, (Organ Historical Society, 1997).